# Задроцински, Иоахим
Иоахим Задроцински (нем. Joachim Sadrozinski; 20 сентября 1907 — 29 сентября 1944) — немецкий офицер, участник Второй мировой войны, подполковник, участник знаменитого неудавшегося покушения на Гитлера 20 июля 1944 года.

## Жизнь
Йоахим Задроцински родился в 1907 году в восточнопрусском городе Тильзите. Поступил в 1926 году на военную службу как кадровый офицер. Был женат на Эльфриде Хемпель. Отчим пятерых детей и отец дочери и четырёх сыновей. 
После перевода в военную академию участвовал в военных действиях на фронтах Второй мировой войны, за что получил звание подполковника.
На основании ранения Задроцински был направлен в июне 1944 года в Армию Верховного Командования, где являлся руководителем группы у командующего резервом сухопутных войск генерал-полковника Фридриха Фромма и шефа генерального штаба полковника Клауса Шенка графа фон Штауффенберга. 20 июля 1944 года Задроцински, поддержанный Штауффенбергом, размножал и рассылал военным кругам приказы для операции «Валькирия». В них Гитлер объявлялся мёртвым, приказывался арест начальников СС, Гестапо и НСДАП. После подавления попытки переворота Задроцински был арестован и позорно исключён из гитлерюгенда созданным 2 августа Почётным двором, так что военный суд Рейха уже не отвечал за его осуждение. Йоахим Задроцински 21 августа 1944 года был приговорён к смерти Шёрнером под руководством Роланда Фрайслера и повешен 29 сентября 1944 года. Затем его тело было сожжено, а прах развеян по ветру.